# Poul Ruders
Poul Ruders, född 27 mars 1949 i Ringsted är en dansk tonsättare.
Poul Ruders är utbildad organist, men som tonsättare i huvudsak självlärd. Han har fått stor uppmärksamhet utomlands, framför allt för sina orkesterverk. Operan Tjenerindens fortælling blev en stor succé både i Danmark och utomlands. Poul Ruders senaste opera Proces Kafka hade premiär i mars 2005 på Operaen på Holmen.
Ruders är utländsk ledamot av Kungliga Musikaliska Akademien.

## Eftermäle
Asteroiden 5888 Ruders är uppkallad efter Poul Ruders.

## Verk
Opera
- Tjenerindens fortælling (The Handmaid's Tale)
- Proces Kafka

Orkester
- Concerto in Pieces